# Eloy Alfaro

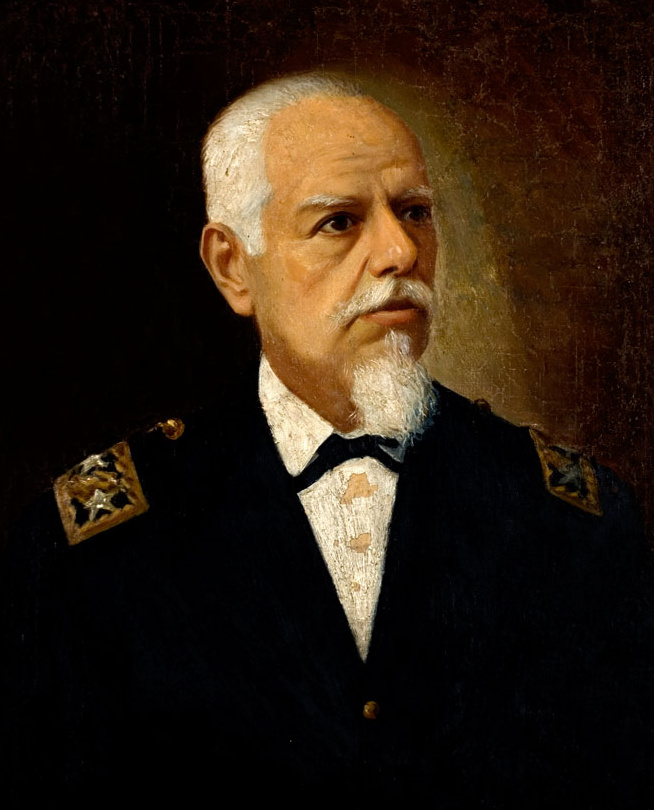

José Eloy Alfaro Delgado (25 tháng 6 năm 1842 - ngày 28 tháng 1 năm 1912) từng là Tổng thống Ecuador từ năm 1895 đến 1901 và từ năm 1906 đến năm 1911. Ông đã trở thành một trong những đối thủ mạnh nhất của Chủ tịch Đảng Bảo thủ Công giáo Gabriel García Moreno. Vì vai trò trung tâm của ông trong Cách mạng Tự do năm 1895 và vì đã chiến đấu bảo thủ trong gần 30 năm, ông được biết đến với cái tên Viejo Luchador.
Alfaro sinh ngày 25 tháng 6 năm 1842 tại Montecristi, Ecuador. Ông đã kết hôn với Ana Paredes y Arosemena cho đến khi mất vào năm 1912. Vào ngày 28 tháng 1 năm 1912, một đám đông nổ ra và bị tống vào trong nhà tù nơi Alfaro bị giam giữ. Họ kéo anh ta dọc đường phố Quito, Ecuador. Alfaro đã bị giết trong cuộc tấn công lúc 69 tuổi.

## Các trang web khác
- Website chính thức của Chính phủ Ecuador về lịch sử của Chủ tịch nước
- Enciclopedia del Ecuador